# Красный тритон
Красный тритон (лат. Pseudotriton ruber) — хвостатое земноводное из семейства безлёгочных саламандр.
Общая длина достигает 9—18 см. По своему строению и окраске похожа на ложного тритона. Отличается заострённой мордой, большими пятнами на спине и оранжево-жёлтыми глазами.
Любит кустарники, кусты у горных водоёмов. Встречается на высоте до 1500 метров над уровнем моря. Зимой находится в холодных ручьях, летом передвигается по суше. Активна в сумерках. Питается крупными беспозвоночными.
Половая зрелость наступает в 5 лет. Брачный сезон происходит осенью и зимой. Самка откладывает под камни 50—100 яиц. За сезон бывает несколько кладок.
Вид распространён в восточных штатах США.